# Тереховицы (Муромский район)
Тереховицы — упразднённая в 1965 году деревня в Муромском районе Владимирской области России. Включена в черту деревни Саксино того же района. Топоним сохранился в названии остановки общественного транспорта «Тереховицы».

## География
Деревня была расположена к востоку от Саксино, примерно в 12 км на северо-запад от Мурома.

## История
Деревня Тереховицы (Треховицы) известна с XIX века. Население в 1859 году — 441 человек, в 1897 году — 607.
В 1965 году Решением Владимирского облисполкома № 1086 от 22.09.1965 как фактически слившиеся населенные пункты были объединены деревни Саксино и Тереховицы.

## Население
| 1859 | 441 |
| 1897 | 607 |